# Ben Hutton
Ben Hutton (né le 20 avril 1993 à Brockville dans la province d'Ontario au Canada) est un joueur professionnel canadien de hockey sur glace. Il évolue au poste de défenseur.

## Biographie
Après avoir joué en tant que junior A dans la Ligue centrale de hockey junior avec les 73's de Kemptville puis les Raiders de Nepean, il rejoint en 2012 l'Université du Maine et joue pour l'équipe de hockey des Black Bears. Avant de rejoindre l'université, les Canucks de Vancouver le repêchent au 147e rang lors du 5e tour du repêchage d'entrée dans la Ligue nationale de hockey.
Il joue trois saisons avec les Black Bears avant de signer en mars 2015 son premier contrat professionnel avec les Canucks pour une durée de deux ans. Il termine la saison dans la Ligue américaine de hockey avec les Comets d'Utica, équipe affiliée aux Canucks.
Lors de la saison 2015-2016, il parvient à se faire une place dans l'alignement des Canucks et joue au cours de cette saison 75 parties pour un total de 25 points, dont un but marqué et 24 assistances. À la suite de cette saison, il prend part au championnat du monde avec l'équipe du Canada, avec qui il remporte une médaille d'or.
Avant le début de la saison 2021-2022, Hutton est agent libre et obtient un essai professionnel avec les Ducks d'Anaheim. Par contre, il ne réussit pas à se tailler une place au sein de l'équipe. Le 28 octobre, alors qu'il y a des blessures chez les Golden Knights de Vegas, il s'entend avec ceux-ci sur un contrat d'un an. Le 5 mars 2022, il signe une prolongation de contrat de deux ans, évalué à 1,7 million $.
Avec les Golden Knights, il remporte la coupe Stanley en 2023. Le 22 décembre 2023, il s'entend avec les Golden Knights sur une prolongation de contrat de deux ans, d'une valeur de 1,95 million $. Hutton est donc sous contrat jusqu'au terme de la saison 2025-2026.

## Statistiques

### En club
| Saison     | Équipe                  | Ligue      |     | Saison régulière | Saison régulière | Saison régulière | Saison régulière | Saison régulière |   | Séries éliminatoires | Séries éliminatoires | Séries éliminatoires | Séries éliminatoires | Séries éliminatoires |
| Saison     | Équipe                  | Ligue      | PJ  | B                | A                | Pts              | Pun              | PJ               | B | A                    | Pts                  | Pun                  |                      |                      |
| 2008-2009  | 73's de Kemptville      | CJHL       | 4   | 0                | 0                | 0                | 0                | -                | - | -                    | -                    | -                    |                      |                      |
| 2009-2010  | 73's de Kemptville      | CJHL       | 60  | 16               | 18               | 34               | 6                | 4                | 0 | 0                    | 0                    | 2                    |                      |                      |
| 2010-2011  | 73's de Kemptville      | CCHL       | 61  | 8                | 27               | 35               | 28               | -                | - | -                    | -                    | -                    |                      |                      |
| 2011-2012  | 73's de Kemptville      | CCHL       | 35  | 7                | 20               | 27               | 25               | -                | - | -                    | -                    | -                    |                      |                      |
| 2011-2012  | Raiders de Nepean       | CCHL       | 22  | 4                | 12               | 16               | 6                | 18               | 5 | 8                    | 13                   | 6                    |                      |                      |
| 2012-2013  | Université du Maine     | HE         | 34  | 4                | 11               | 15               | 18               | -                | - | -                    | -                    | -                    |                      |                      |
| 2013-2014  | Université du Maine     | HE         | 35  | 15               | 14               | 29               | 8                | -                | - | -                    | -                    | -                    |                      |                      |
| 2014-2015  | Université du Maine     | HE         | 39  | 9                | 12               | 21               | 14               | -                | - | -                    | -                    | -                    |                      |                      |
| 2014-2015  | Comets d'Utica          | LAH        | 4   | 1                | 0                | 1                | 2                | -                | - | -                    | -                    | -                    |                      |                      |
| 2015-2016  | Canucks de Vancouver    | LNH        | 75  | 1                | 24               | 25               | 14               | -                | - | -                    | -                    | -                    |                      |                      |
| 2016-2017  | Canucks de Vancouver    | LNH        | 71  | 5                | 14               | 19               | 31               | -                | - | -                    | -                    | -                    |                      |                      |
| 2017-2018  | Canucks de Vancouver    | LNH        | 61  | 0                | 6                | 6                | 23               | -                | - | -                    | -                    | -                    |                      |                      |
| 2018-2019  | Canucks de Vancouver    | LNH        | 69  | 5                | 15               | 20               | 43               | -                | - | -                    | -                    | -                    |                      |                      |
| 2019-2020  | Kings de Los Angeles    | LNH        | 65  | 4                | 12               | 16               | 14               | -                | - | -                    | -                    | -                    |                      |                      |
| 2020-2021  | Ducks d'Anaheim         | LNH        | 34  | 1                | 4                | 5                | 11               | -                | - | -                    | -                    | -                    |                      |                      |
| 2020-2021  | Maple Leafs de Toronto  | LNH        | 4   | 0                | 0                | 0                | 0                | -                | - | -                    | -                    | -                    |                      |                      |
| 2021-2022  | Golden Knights de Vegas | LNH        | 58  | 3                | 10               | 13               | 32               | -                | - | -                    | -                    | -                    |                      |                      |
| 2022-2023  | Golden Knights de Vegas | LNH        | 31  | 3                | 5                | 8                | 6                | 2                | 0 | 0                    | 0                    | 0                    |                      |                      |
| 2023-2024  | Golden Knights de Vegas | LNH        | 41  | 2                | 8                | 10               | 17               | 1                | 0 | 0                    | 0                    | 0                    |                      |                      |
| Totaux LNH | Totaux LNH              | Totaux LNH | 509 | 24               | 98               | 122              | 191              | 3                | 0 | 0                    | 0                    | 0                    |                      |                      |

### En équipe nationale
| Année | Compétition          |   | PJ | B | A | Pts | Pun           |  | Résultat |
| 2016  | Championnat du monde | 5 | 0  | 1 | 1 | 0   | Médaille d'or |  |          |

## Trophées et honneurs personnels

### Ligue nationale de hockey
- 2022-2023 : remporte la coupe Stanley avec les Golden Knights de Vegas